# Marly (Mozela)
Marly – miejscowość i gmina we Francji, w regionie Grand Est, w departamencie Mozela.
Według danych na rok 1990 gminę zamieszkiwało 9 511 osób, a gęstość zaludnienia wynosiła 881 osób/km² (wśród 2335 gmin Lotaryngii Marly plasuje się na 34. miejscu pod względem liczby ludności, natomiast pod względem powierzchni na miejscu 550.).